# Eupithecia nubilata
Eupithecia nubilata är en fjärilsart som beskrevs av Bohatsch 1893. Eupithecia nubilata ingår i släktet Eupithecia och familjen mätare. Inga underarter finns listade i Catalogue of Life.